# 一弦琴
一弦琴（いちげんきん、一絃琴）とは、細長い木製の胴に一本の弦を張った琴で、弦楽器の一種。須磨琴・独弦琴・板琴などともいう。
一般的なものは、胴の長さは110cmくらい、幅は頭部で11cm・尾部で8cmくらい、中間に2か所のくびれがある。胴の表面部には徽とよばれる12個の目印がはめ込まれている。弦は絹糸で作られている。
奏者は左側に尾部を見るようにして頭部の横側に正座して演奏を行う。元々は膝の上に琴を載せて演奏していたが、後には台の上に置いて演奏するようになった。右手人差指に竜爪（短管）と呼ばれる義甲を、左手中指に転管（長管）という管をそれぞれはめて、転管で徽がはめられている感所（勘所）を抑えながら、竜爪で撥弦（弦をはじく）して演奏する。竜爪と転管は、8cmくらいの竹もしくは象牙の管の中間から少し外れた場所から斜め切りにし、短い方を竜爪に、長い方を転管にして用いる。
日本における一弦琴の由来は諸説あって不明である。『日本後紀』によれば、延暦18年（799年）7月のこととして三河国に流れ着いた天竺の人が一弦琴をひいたのが最古の記録であるが、インドのヴィーナに近いものであったと推定される。「一弦琴の祖」と称される須磨琴については、幕末に松平四山が著した『当流板琴大意抄』によれば、平安時代（9世紀）に在原行平が須磨に流された際に庇の板で琴を作ってつれづれを慰めたとする説を載せているが、同時代の富士谷御杖が著した『北辺随筆』ではこの説を否定している。
中根淑の説では今日知られる一弦琴は寛文年間（17世紀）に中国（清）から伝えられた比較的新しいもので、宝暦から明和年間の頃（18世紀）に河内国金剛輪寺にいた覚峯（麦飯真人と号する）という僧侶が普及させ、中山信敬（備前）・中川蘭窓ら弟子に伝えられた。幕末から明治にかけて大坂で真鍋豊平やその門人である土佐（高知）の徳弘太橆や東京の富田豊春が活躍して隆盛となり、志士たちからは一弦琴の練習を口実に密会を重ねたとされる。だが、その隆盛も短い間であり、高雅で繊細な楽曲に向いていたが余りに地味であったため、明治末期以降衰微して、現在わずかに行われるのみである。